# 呂阿添
呂阿添（1948年10月11日—），台灣新北人，中華民國政治人物、陶藝師，中華統一促進黨黨籍，現任新北市鶯歌區東湖里里長，鶯歌區農會理事，2007年加入統促黨後連續擔任三届東湖里里長。

## 秩事
2024年中華民國總統選舉期間，呂阿添在總統候選人侯友宜曾前往鶯歌參加造勢大會時與中華統一促進黨主席張安樂現身，侯辦表示拒絕統促黨人士出席其競選活動。